# A Daughter Just Like You
A Daughter Just Like You (en hangul, 딱 너 같은 딸; romanización revisada, Ttag Neo Gateun Ttal) es una serie de televisión surcoreana emitida originalmente durante 2015 y protagonizada por Lee Soo Kyung y Kang Kyeong Joon. Fue trasmitida por MBC desde el 18 de mayo hasta el 6 de noviembre de 2015, finalizando con una longitud de 120 episodios emitidos de  lunes a viernes a las 20:55 (KST).

## Sinopsis
Hong Ae Ja trabaja como anfitriona de un canal de compras para el hogar. Ella tiene tres hijas: Ji Sung, In Sung y Hee Sung. La familia de Ae Ja tiene interconexiones con la familia de Pan Suk y de Heo Eun Sook.

## Reparto

### Personajes principales
- Lee Soo Kyung como Ma In Seong.
- Kang Kyeong Joon como So Jeong Geun.

### Personajes secundarios
Familia de Hong Ae Ja
- Kim Hye Ok como Hong Ae Ja.
- Gil Yong Woo como Ma Jeong Gi.
- Woo Hee-jin como Ma Ji-sung (la hija mayor de Ae-ja).
  - Kim Hye-yoon como Ji-sung (de joven, ep. #1).
- Jeong Hye Seong como Ma Hee Seong.

Familia de So Pan Suk
- Jeong Bo Seok como So Pan Seok.
- Jeong Woo Sik como So Seung Geun.
- Jo Woo Ri como So Jung Yi.

Familia de Heo Eun Sook
- Park Hae Mi como Heo Eun Sok.
- Lee Byung Joon como Bae Min Suk.
- Lee Ji Hoon como Bae Woo Jae.
- Yoon Jong-hoon como Bae Sun Jae.

### Otros personajes
- Mi Jeong como Kang Hyung Woo.
- Go Yeong Ah como Bae Mi Na.
- Han Seung Hyung como Sung Cha.
- Jung Heon Tae como Bon Boo Jang.
- Kim Woo Hyeon como Yoo Min Cheol.
- Kim Hae Rim como Lee Soo Hye.
- Choi Jung-won como Ahn Jin-bong.

Apariciones especiales
- Jeon Won Joo como Mal Nyeon.
- Go Myeong Hwan.
- Lee Yong Joo como Lee Do Won.
- Kim Young Hee.